# Pluto (Future)
Pluto è il primo album discografico in studio del rapper statunitense Future, pubblicato nel 2012.

## Tracce
1. The Future is Now (featuring Big Rube) – 1:04 (Ruben Bailey, Michael Patterson, Nayvadius Wilburn)
2. Parachute (featuring R. Kelly) – 4:09 (Robert Kelly, Wilburn)
3. Straight Up – 2:58 (James Rosser Jr., Brandon Rackley, Wilburn)
4. Astronaut Chick – 4:13 (Willie Byrd, Wilburn)
5. Magic (Remix) (featuring T.I.) – 3:31 (Kevin Erondu, Clifford Joseph Harris Jr., Wilburn)
6. I'm Trippin' (featuring Juicy J) – 4:41 (Jordan Houston, Wilburn)
7. Truth Gonna Hurt You – 3:38 (Asheton Hogan, Wilburn, Michael Williams)
8. Neva End – 4:22 (Pierre Slaugher, Wilburn, Williams)
9. Tony Montana (featuring Drake) – 4:08 (Byrd, Aubrey Graham, Rodney Hill Jr., Wilburn)
10. Permanent Scar – 4:05 (Hill, Jon-Sosef Miller, Wilburn)
11. Same Damn Time – 4:33 (Sonny Uwaezuoke, Wilburn)
12. Long Live the Pimp (featuring Trae tha Truth) – 3:28 (Carlton Mays, Frazie Thompson, Wilburn)
13. Homicide (featuring Snoop Dogg) – 4:10 (Hill, Miller, Wilburn, Calvin Broadus Jr.)
14. Turn On the Lights – 4:09 (Marquel Middlebrooks, Wilburn, Williams)
15. You Deserve It – 3:35 (Gary Hill, Rosser, Rackley, Wilburn)

### iTunes bonus tracks
1. Go Harder – 4:12

## Classifiche
| Classifica (2012)         | Posizione raggiunta |
| ------------------------- | ------------------- |
| Stati Uniti Billboard 200 | 8                   |